# Гаральд Андерсен
Гаральд Андерсен (швед. Harald Fridolf Andersén; 4 квітня 1919, Гельсінкі — 28 травня 2001, Гельсінкі, Фінляндія) — фінський хоровий диригент, композитор і реформатор хорового співу, нагороджений найвищою державною нагородою країни для діячів мистецтва — медаллю «Pro Finlandia» (1966).

## Життєпис
Закінчив економічний факультет Шведської школи економіки в Гельсінкі в 1939 році, а потім навчався в Академії Сібеліуса.
Аби підтримати викладання хорового напрямку, заснував хор Кантемуксена в 1958 році.
Названий на його честь конкурс камерних хорів проводиться в Гельсінкі раз на три роки.
Похований на цвинтарі Кулосаарі в Гельсінкі.